# 乔·萨科
乔·萨科（英語：Joe Sacco，1969年2月4日—），美国前男子冰球运动员，场上位置是前锋。他曾代表美国国家队参加1992年冬季奥林匹克运动会冰球比赛，获得第四名。

## 家庭
弟弟戴维·萨科。